# Ep o Gilgamešu
Ep o Gilgamešu je najpomembnejši ep babilonsko-asirske književnosti in najstarejša junaško-mitološka pesnitev nasploh. Napisan je bil v akadskem jeziku na glinene ploščice, nastajal je med letoma 2000 in 1600 pr. n. št. na osnovi sumerskih epskih pesmi. Obsega 3400 verzov. Glavna tema je, kako premagati smrt in doseči večno življenje. Najden je bil leta 1849, ohranjen na 12 glinenih ploščicah.

## Nastanek in pomen
Gilgameš je bil legendarni kralj Uruka iz Babilonije, ki naj bi tudi v resnici živel, domnevno okoli leta 2700 pr. št. 
Ep o Gilgamešu predstavlja vrh mezopotamske dvorne epike. Je tipična sklenjena in pripovedno oblikovana zgodba, ki opeva nadnaravne dogodke. Govori o iskanju nesmrtnosti in vzpostavljanju stika med človeškim ter nadnaravnim svetom. Sprva je obstajalo več različic zgodbe, danes  je ohranjena samo še ena, ki je bila zapisana nekje v 12. oz. 13. stoletju pr. št. Ep je sestavljen iz približno 3500 verzov (uvodni spev iz 22 verzov), zapisanih na dvanajstih glinenih ploščicah. Najpomembnejša je enajsta plošča, saj vsebuje mit o vesoljnem potopu, zadnja plošča pa je najverjetneje kasnejši dodatek.
Obstajata dve znani različici epa; obe sta pisani v akadskem jeziku. Starejša t. i. stara babilonska različica naj bi nastala okoli leta 1700 pr. n. št., po nekaterih virih med 2150 in 2000 pr. n. št., vendar zanjo ni povsem jasno, koliko pripovednih epizod iz Gilgameševe tradicionalne snovi je dejansko združila v epsko celoto, saj so bili doslej najdeni le posamezni, večinoma nepovezani odlomki, ki predvidoma pripadajo štirim različnim ploščam. Mlajša, t. i. standardna ali tudi asirska različica, naj bi nastala med 1300 in 1000 pr. n. št. Avtor mlajše različiice je domnevno babilonski svečenik Sin-leqe-unnini, ohranjena pa je v prepisih v Asurbanipalovi ninivski knjižnici (650 pr. n. št.). Napisana je bila v standardni babilonščini, akadskem narečju, ki se je uporabljalo samo za literarne namene.

## Vsebina

### Uvodni spev in prva plošča
Gilgameš je kralju Enmekarju, očetu svoje matere, prevzel kraljevski prestol, s čimer se je uresničila napovedana prerokba. Postal je mogočen kralj Uruka, silovit in s prekrasnim stasom, vendar je izvrševal tiranijo nad prebivalci, nad čemer so se ti močno pritoževali. Bogovi so uslišali prošnje ljudstva in boginja Aruru je iz gline ustvarila bitje, ki bi lahko premagalo in ponižalo Gilgameša. To je bil silni Engidu, divji človek iz oddaljenih step, popolno nasprotje velikemu kralju. V prostrano divjino njegovega domovanja mu po naročilu prestrašenega lovca pošljejo tempeljsko svečenico boginje Ištar oz. hotnico. Z razkritjem svojih čarov ga slednja uspe spremeni iz divjega moža, živečega med živalmi, v kultiviranega moškega in ga prepriča, da pride v Uruk. Engidujev prihod Gilgamešu razodene mati Ninsun, ki mu razloži njegove sanje. Po prihodu v mesto Engidu prepreči Gilgamešu združitev z eno izmed žensk, vendar med božanskima stvaritvama ne pride do pravega spopada, marveč se med njima ustvari zvesto in trdno prijateljstvo ter bratska ljubezen.

### Druga plošča – osma plošča
V želji, da bi iz dežele pregnal sleherno zlo in proslavil svoje ime, Gilgameš sklene oditi v cedrov gozd in se zoperstaviti velikanu Humbabi. Pridruži se mu tudi Engidu; junaka po dolgih urah hoda in priporočitvah bogovom ubijeta velikana, živečega na Gori bogov in njegove pomočnike. Kmalu zatem Gilgameš zavrne ljubezen boginje Ištar, očitajoč ji pogubljenja prejšnjih izbrancev. Vendar mu užaljena boginja od očeta Anuja izprosi in na zemljo pošlje nebeškega bika. Skupaj z Engidujem premagata tudi slednjega, s čimer vzbudita občudovanje uruških prebivalcev in Gilgameš na dvoru priredi slavje. Tedaj se bogovi odločijo, da ju bodo kaznovali, ker sta se preveč približala njihovemu božanskemu svetu in Engidu bolan obleži. Po dvanajstih dneh vročice ga zadane usoda vseh ljudi – smrt. Gilgameš šest dni in šest noči objokuje prijateljevo smrt in mu naroči postaviti kip, sedmi dan pa ga pokoplje ter daruje daritve bogovom.

### Deveta plošča – dvanajsta plošča
Gilgameš se ob smrti prijatelja zave lastne smrtnosti; v strahu pred tem zbeži v divjino in se v iskanju večnega življenja napoti k rojaku Utnapištimu. Slednjemu in njegovi ženi so bogovi po preživetju vesoljnega potopa podelili nesmrtnost. Po prekoračitvi visokega gorovja Mašu stopi na vrt bogov ter prispe do točajke Siduri. Ta mu pove, da je nesmrtnost le za bogove in mu svetuje, naj uživa življenje. Vseeno ga napoti do brodnika Uršanabija, ki ga prepelje preko vode smrti pred Utnapištimovo obličje. Po Gilgameševem vztrajnem prigovarjanju se ga Utnapištim usmili: pripoveduje mu zgodbo o vesoljnem potopu in mu pove, kako priti do družbe bogov in večnega življenja. Moral bi se vzdržati spanja šest dni in sedem noči, vendar Gilgameš zaspi že v prvem trenutku. A ponudi se mu še ena priložnost: uspe mu utrgati čudodelno rastlino, rastočo na dnu oceana, a po poti domov mu zelišče zaradi nepazljivosti ukrade kača. Tako se star in obupan vrne do uruškega obzidja. Na koncu se prikaže Engidujev duh, ki mu razkrije resnico o posmrtnem življenju in naposled tudi Gilgameš odkrije vhod v podzemni svet.

## Značilnosti
Ep o Gilgamešu je tipični primer herojske epike in je v marsičem primerljiv s kasnejšo Homerjevo Iliado, predvsem zato, ker obe pesnitvi kot osrednji izpostavljata vprašanje smrtnosti in obsojenost glavnih junakov, Gilgameša in Ahila, da v nasprotju z nesmrtnimi bogovi ostajata smrtna človeka. V povezavi z nesmrtnostjo se v Epu o Gilgamešu pojavita motiv herojstva, pa tudi dva značilna mitološka motiva: mit o vesoljnem potopu in orfejski motiv.

### Herojstvo
Ep o Gilgamešu sledi starodavni vzhodnjaški herojski tradiciji, ki je po mnenju Čedomila Veljačića, poznala dve, med seboj različni tradiciji oziroma pojmovanji herojstva. Veljačić koncepta poimenuje, uporabljajoč Nietzschejevo izrazoslovje, kot dionizično in apolinično. Apolinični tip herojstva, izhajajoč iz primata razuma, skladnosti, zlasti pa iz primata asketskega ideala nadčloveka, se navzen izkazuje v sposobnosti nadzora nad lastnim telesom, mislimi in nagoni, in sicer s ciljem, doseči skrajni in poslednji uvid v pravo naravo sveta in stvari. Dionizični tip herojstva, povezan z magičnimi kulti, kasneje pa z vegetacijskimi ritualnimi vzorci, pa naj bi izhajal iz zunanje sprostitve telesnega, zato se izkazuje v zunanji telesni moči, ki je sposobna nadvladati okolico. 
Gilgameš je na začetku predstavljen kot »dionizični« tip heroja. Primerjan je z levom, kar je tipični dionizični atribut. Z njim se spopade Engidu, ki kot popolnoma naraven človek telesa, kot divjak brez razuma izkazuje dionizično naravo. Po boju z Gilgamešem Engidu ohrani svojo dionizično plat, medtem ko se pri Gligamešu prične transformacija. Engidu deluje kot Gilgamešev ritualni dvojnik, zato nase prevzame Gilgameševo dionizično plat, v epizodi z boginjo Ištar pa tudi smrt kot posledico dionizičnega herojstva. Gilgameš, ki je opisan kot dve tretjini bog in eno tretjino človek in je tako podoben staroindijskemu Jami, se po Engidujevi smrti lahko posveti drugemu, asketskemu herojskemu naporu, premagati šibkosti svojega telesa in s tem smrtnost.

### Mit o vesoljnem potopu
Mit o vesoljnem potopu je eden najstarejših, ki ga zasledimo že v starih orientalskih književnostih: sumersko-akadski književnosti v t. i. Genezi Eridu in Epu o Atrahasisu; v Bibliji, staroindijskih Vedah in v perzijski oz. staroiranski Avesti, v starogrški in latinski književnosti pa v mitu o Devkalionu in Piri. Njegova najbolj znana upodobitev je prav različica v Epu o Gilgamešu. V njem se jasno pokaže razlika med Gilgamešem in Utnapištimom. Utnapištim s svojo asketsko zmožnostjo preživi vesoljni potop, kar pomeni, da je zmogel obvladati svoje telo v naporu šestdnevnega bedenja. Podobno kot drugi junaki vesoljnih potopov je bil sposoben modrosti in spoznanja, povezanih s skrajnim asketskim naporom, za kar je bil nagrajen z nesmrtnostjo. V nasprotje s tem je postavljena Gilgameševa nezmožnost obvladovanja lastne pozornosti, zlasti v trenutku, ko ne zmore prebedeti šest dni in sedem noči, marveč v trenutku zaspi.
Mit o vesoljnem potopu poudarja tudi dvoumno vlogo vode – ob stiku z vodo in energijo sonca se vse rojeva, hkrati pa ima voda tudi kaotično, destruktivno moč. Vendar je ta vselej tudi v funkciji vira življenja. Tako tudi vesoljni potop predstavlja očiščenje in obenem uničenje slabih tendenc. Vesoljni potop ima vselej funkcijo prerojevanja opešanega ali grešnega sveta.

### Orfejski motiv
V zadnji plošči epa se prvič v svetovni književnosti pojavi motiv potovanja v podzemlje. Motiv imenujemo kot orfejski po najznačilnejši upodobitvi iz starogrške mitologije, kjer se Orfej napoti v Had po umrlo Evridiko. Ker je Gilgameš dosegel nesmrtno slavo, si je želel tudi telesne nesmrtnosti. Njegovo pot v onostranstvo v epu naznačuje pot k in vrnitev od nesmrtnega Utnapištima. Podobno pot kasneje v Vedah ponovi mladeniški heroj Načikétas ob srečanju s kraljem smrti Jamo. Ker Gilgameš ni sposoben popolne askeze, se iz nadnaravne sfere vrne nazaj v tostranskost, in sicer kot smrtni človek. Podobno Orfeju zaradi nesposobnosti obvladanja lastnega uma ne uspe iz sveta smrti spet pridobiti Evridike.

## Sumerski Epi o Gilgamešu
V starejši sumerski tradiciji in v sumerskem jeziku poleg drugih junaških epov (o vladarjih Enmerkarju, Lugalbandi in akadskem Sargonu) obstaja pet pripovednih različic, ki se prav tako ukvarjajo z mitom o Gilgamešu. Očitno je, da so sumerske različice, tako kot tudi številne akadske, huritske in hetitske krožile neodvisno, kot del ustne mitske in legendne tradicije, najbrž tudi hkrati s stvaritvijo enotnega epa (stare babilonske različice) in tudi še potem, ko je bil ta že prvič zapisan. Nekatera imena glavnih oseb v sumerskih epih se v poznejših akadskih različicah razlikujejo, precejšnje pa so tudi razlike v zgodbenih ustreznicah:
- Gilgameš v deželi živih (znan tudi kot Gilgameš in Humbaba) ustreza epizodam v cedrovem gozdu (3.-5. plošča v standardni asirski različici). Drugo varianto iste zgodbe poznamo iz akadske tradicije, in sicer iz epa Sargon v deželah za cedrovim gozdom. Za obe verziji je značilno, da je večji poudarek pripisan vojaški ekspediciji v cedrov gozd, kot pa herojskemu uboju Humbabe. Glavni motiv glavnega junaka je ustvariti si slavno ime, Humbaba pa je le stranska epizoda oziroma epizode v Sargonovem epu sploh ni. Prav tako je motivacija za pohod za razliko od standardne asirske različice pripisana le junakom samim, brez intervence boga Šamaša, ki junaka spodbudi k boju s Humbabo v standardni različici.
- Gilgameš in nebeški bik (ustreza epizodi na 6. plošči v standardni asirski različici). Ta ep je veliko bolj podoben standardni asirski različici, saj že vsebuje tipični motiv Gilgameševe zavrnitve boginje Inane (Ištar), zaradi česar bog An (akadski Anu) pošlje nad zemljo bika, katerega silni apetit povzroča suše in stiske v deželi.
- Gilgameš in Aga (ne ustreza nobeni epizodi v epu, vseeno pa se vprašanje o pomilostitvi ujetih pojavi v standardni različici Humbabove zgodbe).
- Gilgameš in Engidu v svetu mrtvih- sklepni del (v. 172-301) ustreza 12. plošči v standardni asirski različici, toda slednja ga prevzame po akadskem prevodu. Gilgameš iz z demoni naseljenega drevesnega debla pomaga boginji Inani izdolbsti posteljo, iz odvečnega materiala pa naredi dve igrači. Ko se nekega dne s prijatelji igrajo z njima, jim padeta v podzemlje. Engidu se kljub Gilgameševim opozorilom odpravi po igrači v podzemlje, od koder se ne zmore vrniti. Njegov duh nato Gilgamešu pripoveduje, kakšno je bivanje v podzemlju, pri tem pa je njegova ost posebej naperjena proti plemenu Amoritov, kar je najbrž politično sporočilo, glede na dejstvo, da so bili Amoriti med zavojevalci Sumerije. Besedilo sicer variira standardni sumerski vegetacijski mit o Inanini poti v podzemlje, v katerem sumerska boginja ostane ujeta v podzemlju, njeno mesto pa nato izmenično prevzemata njen ljubimec bog Dumuzid in njegova sestra.
- Gilgameševa smrt in Gilgameševe sanje - gre za dva fragmenta, ki sta najbrž pripadala istemu epu, ta pa v ospredje postavlja Gilgameševo smrt. Vendar se v epu pojavljajo nekateri motivi žalovanja in pokopa, ki jih kasneje najdemo tudi v standardni asirski različici, uporabljene sicer ob opisu Engidujeve smrti. Gilgamešu je v sanjah namesto nesmrtnosti obljubljena vloga čuvaja podzemlja, kar namiguje na njegovo prvotno vlogo htoničnega božanstva med Sumerci.[6]

## Vpliv v Evropi in na Slovenskem
Literarni znanstveniki domnevajo, da je Ep o Gilgamešu preko Male Azije prodrl do Grkov in morebiti vplival na Homerske pesnitve, s katerimi ga družijo nekatere podobnosti (npr. motiv junaškega prijateljstva, ki je v Iliadi med Ahilom in Patroklom, tema obsojenosti na smrt, potovanje v podzemlje v Odiseji itd.
Delo je Evropi postalo bolj znano šele v 19. stoletju, natančneje leta 1872. V londonskem Britanskem muzeju ga je takrat odkril asirolog G. Smith.
Na Slovenskem beležimo celoten prevod Epa o Gilgamešu, ki ga je leta 1963 prevedel M. Avsenak. Nekaj let za tem je v Gledališču Pekarna doživel tudi odrsko uprizoritev v eksperimentalni obliki, v režiji Iva Svetine. Nekateri idejni in motivni drobci dela se pojavljajo tudi v poeziji in dramatiki modernejših avtorjev: Daneta Zajca, Gregorja Strniše, Francija Zagoričnika in drugih.